# Минск (мотоцикл)
«Минск» — марка советских и белорусских мотоциклов, скутеров, квадроциклов и снегоходов производства Минского мотоциклетно-велосипедного завода. Первый мотоцикл M1A был выпущен ММВЗ в 1951 году. С 2007 года завод является частным предприятием, использующим похожую марку «M1NSK».

## Начало

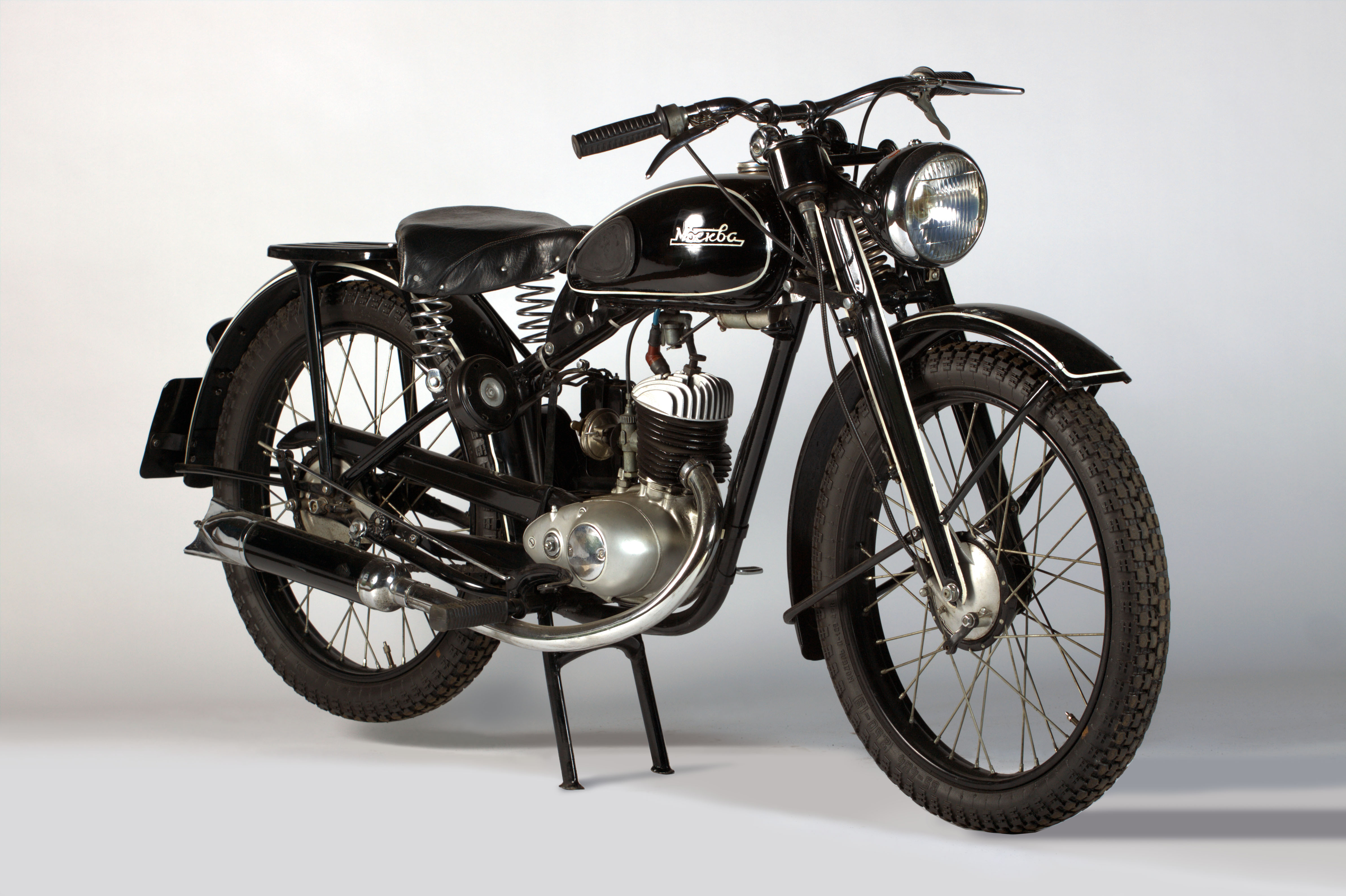
1951 год, «Минск» М1А

После Второй мировой войны документация и оборудование немецкого завода DKW в Чопау в качестве военных репараций были вывезены в СССР. Выпуск модели DKW RT 125 начали в Москве под маркой М1А.
Приказом Министерства автотракторной промышленности СССР № 494 от 12 июля 1951 года выпуск мотоцикла М1А был передан из Москвы на Минский мотоциклетно-велосипедный завод (ММВЗ, позже «Мотовело»).

## ММВЗ-Минский мотоциклетно-велосипедный завод.
Минские мотоциклы продавались как в СССР, так и на внешних рынках. Их поставки производились в 45 стран мира, а общее количество превысило 6,5 млн.
Уже с первых лет марка принимает активное участие в мотоспорте, преимущественно в кроссе и кольцевых гонках. Первый кроссовый «Минск М-201К» и эндуро «М-201М» были созданы в 1956 году. Три образца первого шоссейно-кольцевого ШК-125 с рекордным для того времени 23-сильным двигателем были произведены в 1961 году. Десятилетие спустя появился первый гоночный шоссейно-кольцевой мотоцикл с развитым обтекателем М-211, за которым последовали ММВЗ-3.216 (1977) и ММВЗ-3.227 (1986).

Знаковыми вехами в истории минских мотоциклов стали мотопробеги Минск—Памир (1969) и Брест—Владивосток (1971).[значимость факта?]

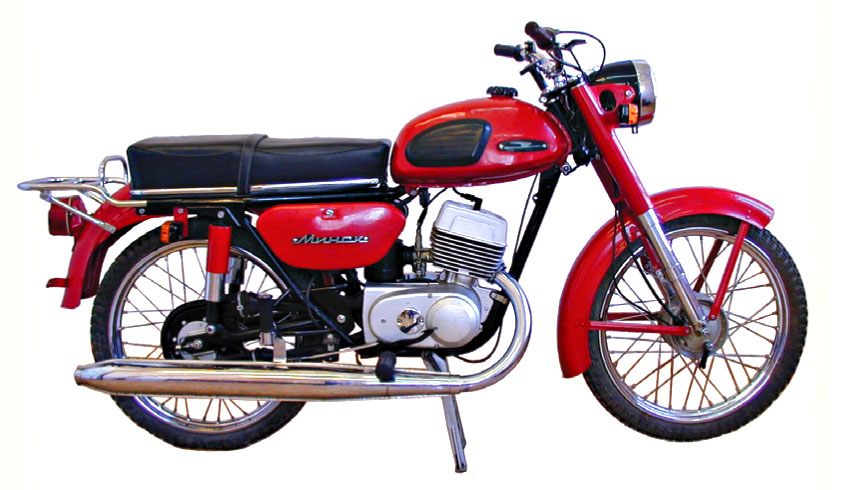
1973 год, «Минск» ММВЗ-3.111

Новая система обозначения моделей, разработанная ВНИИ-Мотопромом СССР, была введена с 1973 года на новом «Минск ММВЗ-3.111», получившем Государственный знак качества СССР:
- ММВЗ — завод изготовитель;
- 3 — класс мотоцикла (до 125 см3);
- 1 — тип мотоцикла (дорожный);
- 11 — заводской номер модели.[значимость факта?]

К началу 1990-х годов выпуск мотоциклов был доведён до 220 000 единиц в год.

## M1NSK

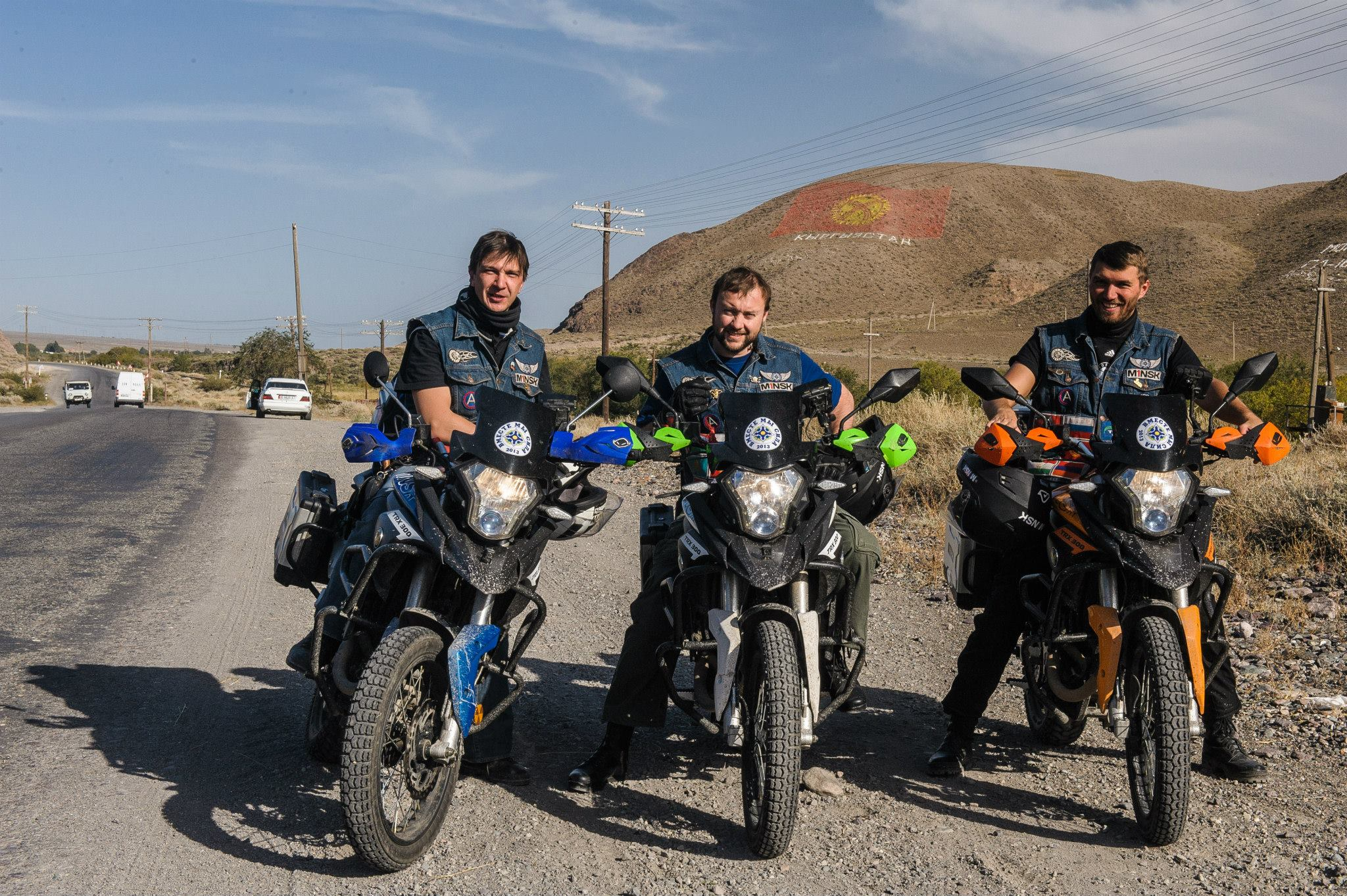
Три M1NSK TRX 300 в мотопробеге Брест-Душанбе

В 2007 году «Мотовело» стало частным предприятием с новым ассортиментом.
В 2010 году были введены новые логотип и написание M1NSK, перекликающиеся с названием первого мотоцикла марки «М1А». Также была введена другая система обозначения моделей:
- C — код модели;
- 4 — четырёхтактный двигатель;
- 250 — рабочий объём двигателя.

## Модели

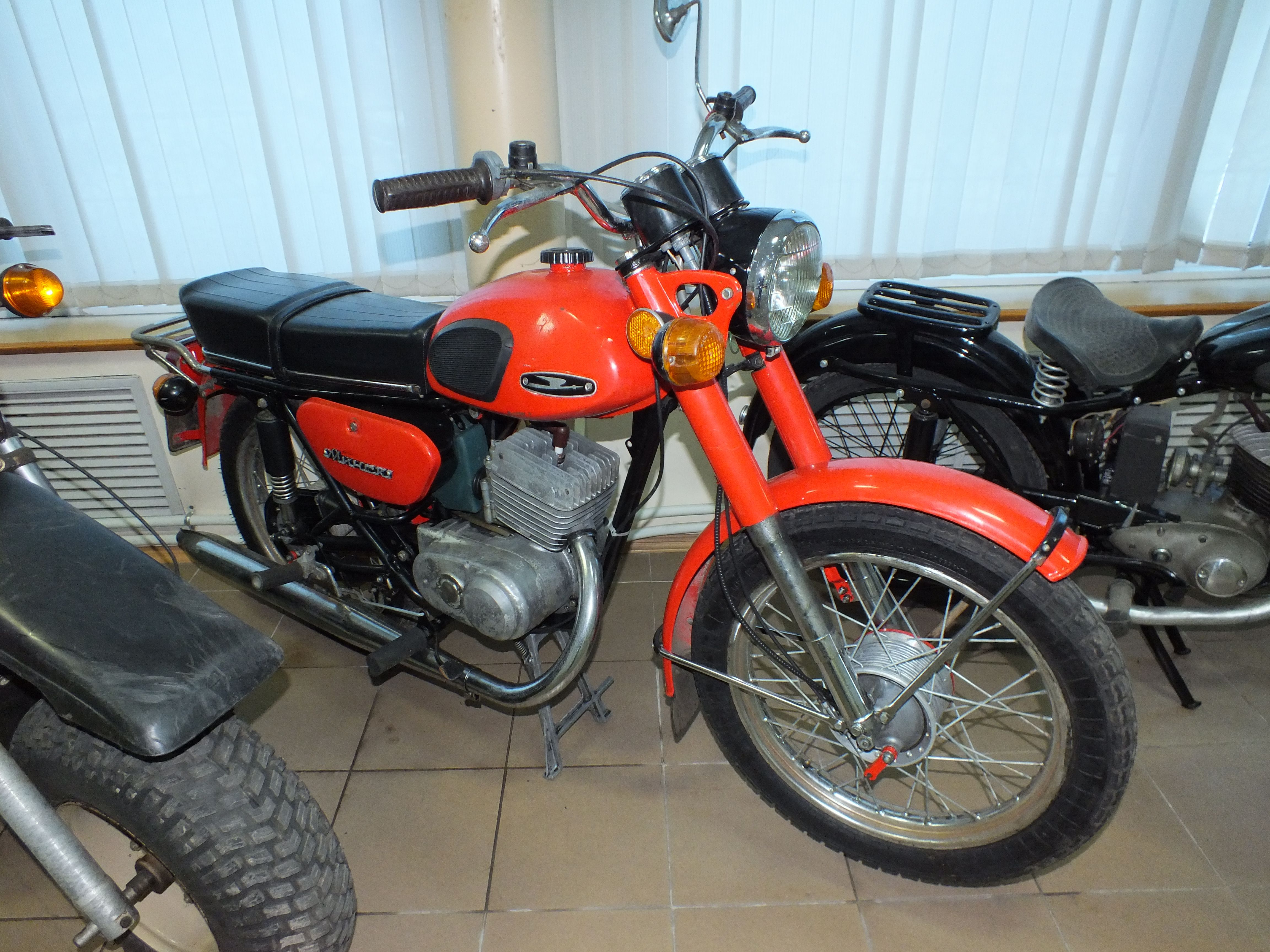
Мотоцикл «Минск» во Владивостокском музее автомотостарины

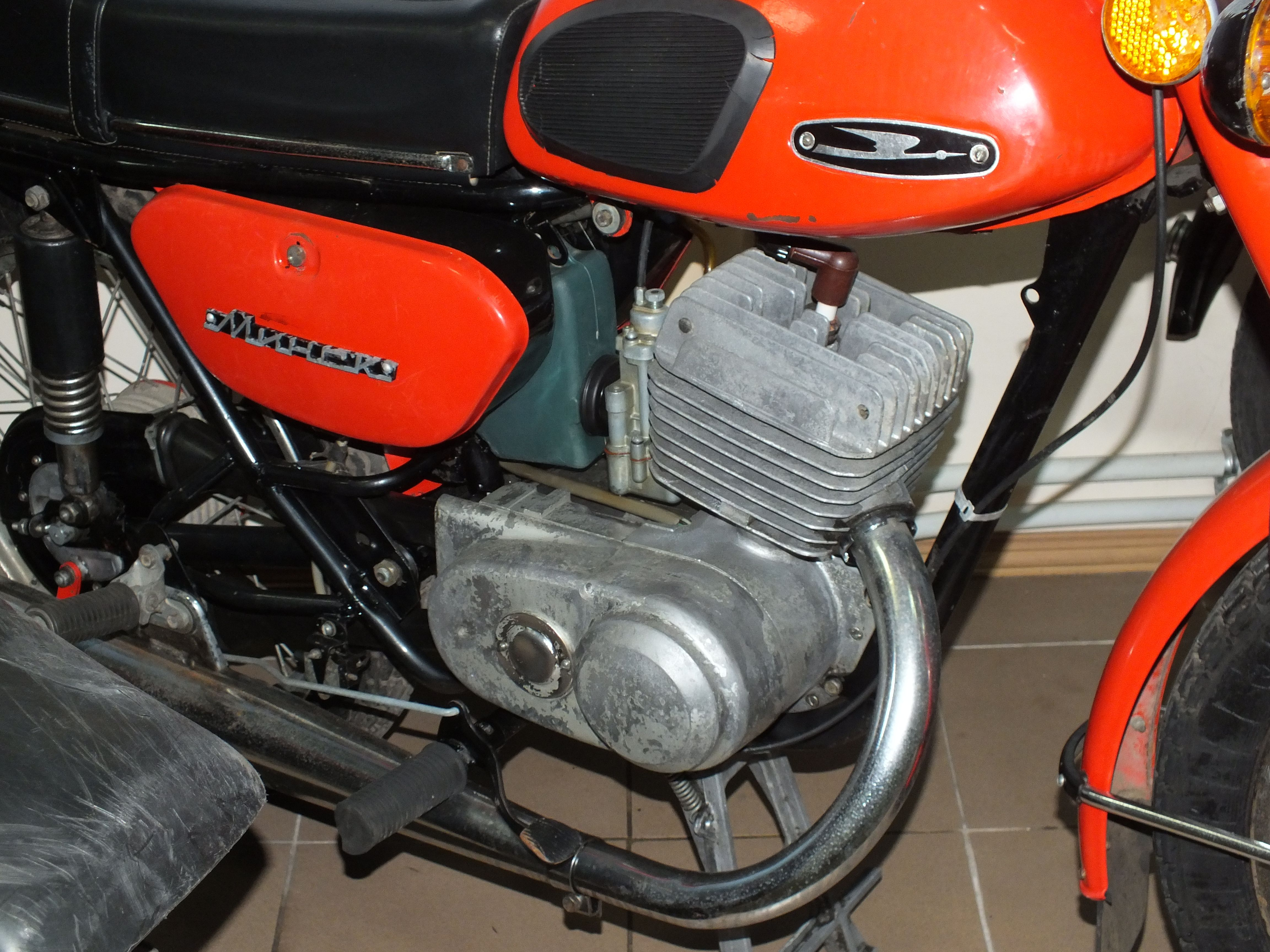
Двигатель мотоцикла «Минск»

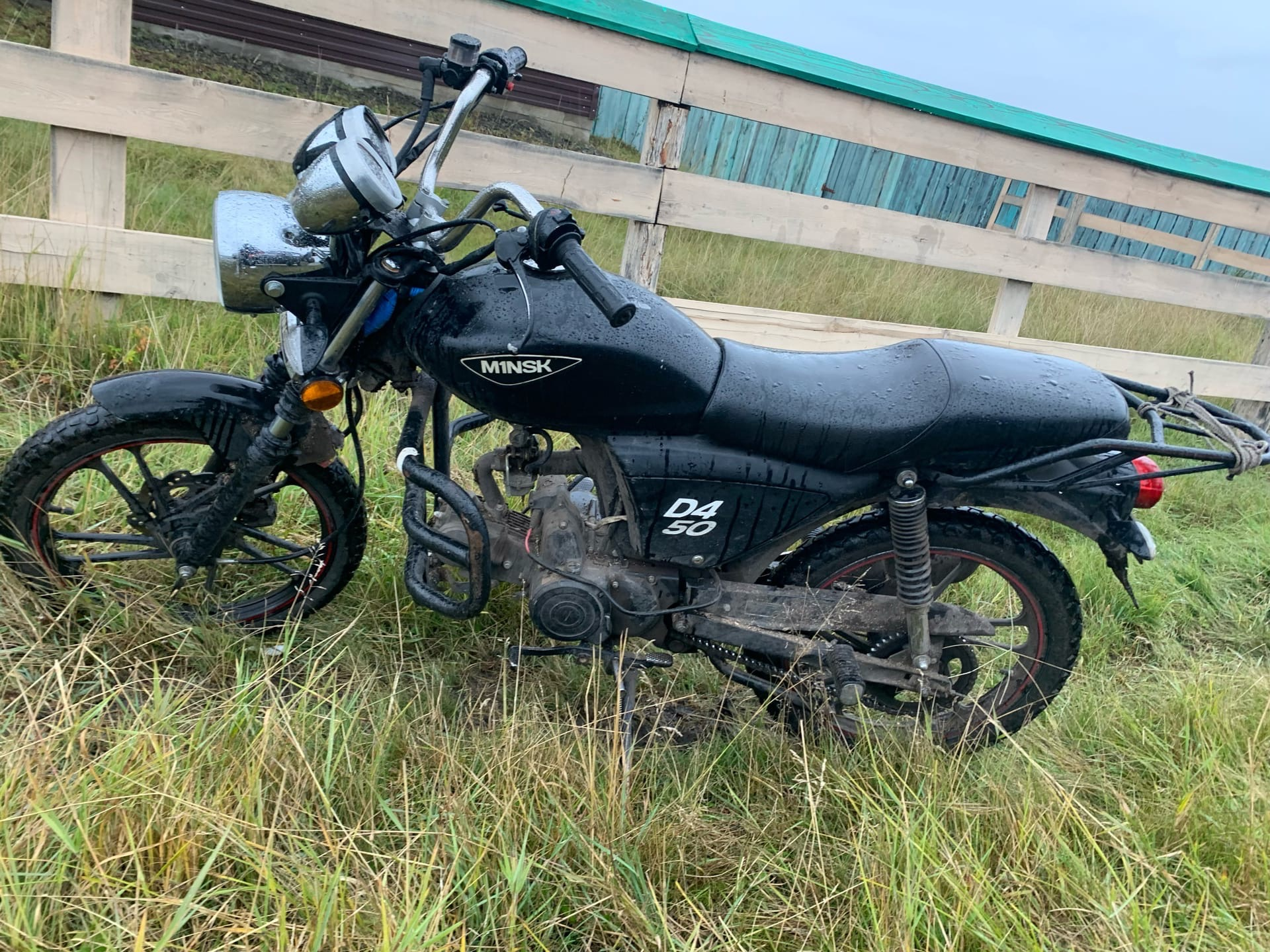
Мотоцикл Минск D4 50

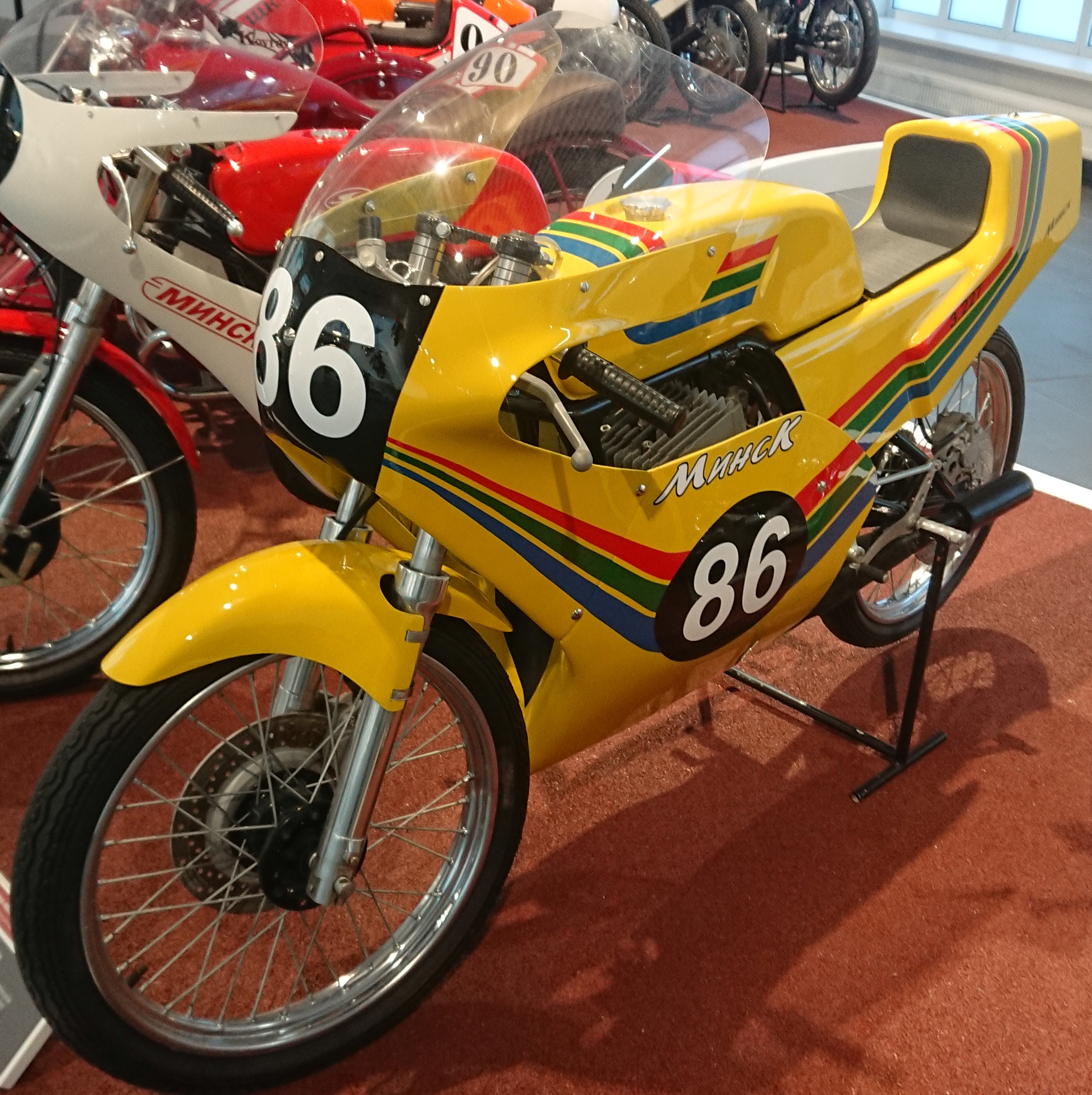
Мотоцикл для шоссейно-кольцевых гонок ММВЗ-3.227 «Минск»

Мопеды:
- ММВЗ-1.101(1995—1998 гг.)
- ММВЗ-1.102 (2003—2004 гг.)
- ММВЗ-2.154 (2006—2010 гг.)
- M1NSK D 49
- M1NSK D4 50

Скутеры:
- M1NSK ТС 49
- M1NSK ТМ 49
- M1NSK ТX 49

Электроскутеры:
- M1NSK Upa-Upa 500E

Дорожные мотоциклы:
- Минск М1А «Москва» (1951 г.)
- Минск М1М (1956—1961 гг.)
- Минск М-103 (1962—1964 гг.)
- Минск М-104 (1964—1967 гг.)
- Минск М-105 (1967—1971 гг.)
- Минск М-106 (1971—1973 гг.)
- ММВЗ-3.111 (1973—1976 гг.)
- ММВЗ-3.115 (1976—1980 гг.)
- ММВЗ-3.112 (1980—1995 гг.)
- ММВЗ-3.113 (C 125)
- ММВЗ-3.114 (C4 125)
- ММВЗ-3.119 (М 125, М 125Х)
- M1NSK C4 200
- M1NSK C4 250
- M1NSK R 250
- M1NSK CX 200
- M1NSK D4 125

Эндуро:
- M1NSK CX 200
- M1NSK X 250
- M1NSK ERX 250
- M1NSK TRX 300i

Квадроциклы:
- M1NSK KD 500
- M1NSK KD 625
- M1NSK KD 625B
- M1NSK KD 500U

Снегоходы:
- M1NSK NIX 390

Спортивные мотоциклы:
- Минск М-201К (1956 г.)
- Минск М-201М (1956 г.) — многодневные соревнования.
- Минск ШК-125 (1961 г.) — шоссейно-кольцевые гонки.
- Минск М-205 — шоссейно-кольцевые гонки.
- Минск М-213 (1969 г.) — многодневные соревнования.
- Минск М-211 (1971 г.)
- ММВЗ-3.221 «Кросс» — мотокросс.
- ММВЗ-3.216 (1977 г.)
- ММВЗ-3.225 (1980 г.) — мотокросс.
- ММВЗ-3.227 (1987—1991 гг.) — шоссейно-кольцевые гонки.
- ММВЗ-3.229
- ММВЗ-3.232 (5.232) (1993 г.) — триал.
- M1NSK RX 250 — мотокросс.
- M1NSK RX 450 — мотокросс.

Мелкосерийные, экспериментальные:
- Минск М-101 (1961—1962 гг.)
- Минск М-106 «Поларис»
- Минск М-107 (1969 г.)
- ММВЗ-3.1133 «Люкс» (1987 г.)
- ММВЗ-2.601 «Кадет» (2002 г.)
- ММВЗ-2.153 «Гриф» (2005 г.)
- ММВЗ-2.152 (2007 г.)
- M1NSK StreetFighter Shif Custom
- М1NSK M4 200 Shif Custom
- M1NSK M500 Shif Custom
- M1NSK KD 500U МЧС
- M1NSK TRX300i Police